# Guadagni-Little-Index
Der Guadagni-Little-Index ist eine 1983 entwickelte Kennzahl zur Erfassung von Markentreue. Dazu wird die Markenwahl des untersuchten Käufers bei mehreren darauf folgenden Käufen ermittelt.
Die Formel für den Guadagni-Little-Index {\displaystyle \rho _{t}} zu einem bestimmten Kaufakt {\displaystyle t} sieht wie folgt aus:
{\displaystyle \rho _{t}:=\alpha \rho _{t-1}+(1-\alpha )X_{t}}
Dabei ist {\displaystyle X_{t}} gleich 1, wenn zur bisher am häufigsten gekauften Marke auch beim aktuellen Kaufakt gegriffen wurde, ansonsten 0. Also ist {\displaystyle X_{t}} eine Boolesche Variable.
Dieser Index wird mittels exponentieller Glättung rekursiv berechnet: Der Index für den aktuellen Kaufakt (also {\displaystyle \rho _{t}}) wird aus der Markenwahl beim aktuellen Akt und aus dem Indexwert beim vorherigen Kaufakt (sprich: {\displaystyle \rho _{t-1}}) errechnet.
Bei einem perfekt markenuntreuen Käufer (Gleichverteilung der Käufe über alle Marken) erreicht der Guadagni-Little-Index den Wert 1/(Anzahl Marken im Auswahlset), während bei einem vollkommen markentreuen Käufer (der stets zur gleichen Marke greift) sein Wert bei 1 liegt.
Der Wert {\displaystyle \alpha ~(\alpha \in [0;1])} ist ein Gewichtungsfaktor: Je höher er liegt, desto stärker fließen vergangene Käufe in {\displaystyle \rho _{t}} ein. Ein passender Wert für {\displaystyle \alpha } muss bei Verwendung des Gaudagni-Little-Index der Forschungsfrage entsprechend gewählt werden.
In der Marktforschung wird der Guadagni-Little-Index relativ häufig benutzt. Da er aber nur die am häufigsten gekaufte Marke berücksichtigt, ist seine Validität nur mäßig.